# 1998년 아시안 게임 탁구
1998년 아시안 게임 탁구는 1998년 아시안 게임의 경기 종목이다.